# Grevekredsen
Grevekredsen er fra 2007 en nyoprettet opstillingskreds i Sjællands Storkreds. Til og med 2006 var området en del af Køgekredsen, der i 1971-2006 hørte med til Roskilde Amtskreds.
Kredsen rummer pr. 18. juni 2015 følgende kommuner og valgsteder:
1. Greve Kommune
  1. Arenaskolen
  2. Tjørnelyskolen (skolen er nedbrændt)
  3. Holmeagerskolen
  4. Mosedeskolen
  5. Karlslundehallerne
  6. Tunehallerne
  7. Hundigehallen
2. Solrød Kommune
  1. Havdrup
  2. Det Nordlige Strandområde
  3. Det Sydlige Strandområde

## Folketingskandidater pr. 26/11-2018
| Liste | Parti                       | Kandidat | Bemærk                                                          |
| ----- | --------------------------- | --- | --------------------------------------------------------------- |
| A     | Socialdemokratiet           | Astrid Krag |                                                                 |
| B     | Radikale Venstre            | |                                                                 |
| C     | Det Konservative Folkeparti | Brigitte Klintskov Jerkel |                                                                 |
| D     | Nye Borgerlige              | Ulrik Lassen |                                                                 |
| F     | Socialistisk Folkeparti     | |                                                                 |
| I     | Liberal Alliance            | |                                                                 |
| O     | Dansk Folkeparti            | Brian Mørch |                                                                 |
| V     | Venstre                     | Bertel Haarder |                                                                 |
| Ø     | Enhedslisten                | Mehmet Zeki Dogru |                                                                 |
| Å     | Alternativet                | Rasmus Nordqvist, Sascha Faxe, Peter Kjær Hansen, Carsten Bering, Joan Gerti Kragh, Lars Birger Nielsen, Claus Jansson, Kristian Gylling, Kirsten Kock, Anne Grete Kamilles, Ulla Munksgaard | Er opstillet i samtlige opstillingskredse i Sjællands Storkreds |